# Семипядный, Владимир Олегович
Владимир Олегович Семипядный (род. 22 апреля 1961, Кишинёв) — молдавский и советский спортсмен и тренер (настольный теннис), генеральный секретарь (с 2003—2013 год) и президент Федерации настольного тенниса Республики Молдова (с 2013 по  2022 год). Мастер спорта международного класса РМ. Заслуженный тренер Республики Молдова, Заслуженный работник физической культуры и спорта РМ.
Девятикратный чемпион Молдавии по настольному теннису в мужском  одиночном разряде (1983, 1987, 1989, 1995, 1996, 1999, 2002, 2004 и 2009) и в составе команды («Кишинёв» — 1980, 1981, 1982; «Франзелуца» — 1995, 1996, 1998, 2000, 2002, 2004, 2015, 2019).
Заниматься настольным теннисом начал в возрасте 10 лет. Воспитанник Григория Лазаревича Гринберга. Образование — Кишинёвский государственный университет («Финансы и кредит» 1978—1983 г.). Участник Чемпионатов СССР и Кубков СССР в составе сборной команды Молдавской ССР. Участник 10 Чемпионатов Мира и 8 Чемпионатов Европы в составе сборной команды Республики Молдова по настольному теннису (1997—2012).
Среди учеников В. О. Семипядного — Михай Шаргу (трёхкратный бронзовый призёр чемпионата Европы 2006 года среди кадетов), Андрей Пуцунтикэ (обладатель золотой и серебряной медалей «Eurominichamps» 2010 и 2011 годов в Страсбурге; победитель «World Cadet Chellenge» 2014 в составе сборной Европы; обладатель бронзовой медали юниорского  чемпионата Европы 2017 в мужском парном разряде; обладатель серебряной и бронзовой медалей молодёжного чемпионата Европы 2020 в парном мужском и одиночном разрядах, соответственно); Андрей Штирбу (чемпион Молдовы в одиночном разряде среди взрослых); Владислав Урсу (двукратный бронзовый призёр чемпионата Европы 2015 среди кадетов в командных соревнованиях и смешанном парном разряде; чемпион Европы 2016 среди кадетов в парном мужском разряде; бронзовая медаль в парном мужском разряде на юниорском чемпионате Европы 2019, 2021), вице-Чемпион Европы ( до 22 лет) в мужском одиночном разряде и бронзовая медаль в парном мужском разряде, Клуж,Румыния,14-18.09.2022), участник Летних Олимпийских Игр 2024 года в Париже.